# Pucrolia
Pucrolia is een geslacht van hooiwagens uit de familie Gonyleptidae.
De wetenschappelijke naam Pucrolia is voor het eerst geldig gepubliceerd door Sørensen in 1895. 

## Soorten
Pucrolia omvat de volgende 5 soorten:
- Pucrolia dubitata
- Pucrolia gracilipes
- Pucrolia grandis
- Pucrolia minuta
- Pucrolia pulcherrima